# Соколовский, Михаил Борисович
Михаил Борисович Соколовский (род. 15 сентября 1963, Ленинград) — российский тренер по легкой атлетике (спортивная ходьба).
Заслуженный тренер России (2006).
.

## Биография
Родился 15 сентября 1963 года.
Лёгкой атлетикой стал заниматься летом 1976 года, в спортлагере СДЮСШОР «Орлёнок» г. Ленинграда — в Огре (Латвийская ССР). Первый тренер - Заслуженный тренер РСФСР Добрикова Сергея Пафнутьевича — (многоборье).
Осенью 1976 года, по рекомендации учителя физкультуры школы № 510, Московского района г. Ленинграда, Сергея Ефимовича Лаврентьева, в тренировочной группе у Заслуженного тренера РСФСР — Зиновьевой Валентине Петровне — спринт, ОФП. СДЮСШОР «Буревестник»".
С осени 1978 года начал тренироваться у Заслуженного тренера СССР, Бондаренко Сергея Кирилловича — спортивная ходьба. Выступал за СДЮСШОР «Буревестник». Член сборной юношеской и юниорской команд Ленинграда, многократный чемпион и призёр ЦС "Буревестника" и первенств Ленинграда в соревнованиях по спортивной ходьбе.
В 1980 году поступил в ГДОИФК им. П. Ф. Лесгафта, на спортивный факультет.
В 1984 году, окончив институт, был распределён в СК «ЛОМО», где проработав инструктором ф\к до ноября 1984 года, был призван на срочную службу в ряды ВС СССР на 1,5 года.
После армии, с 1986 по 1991 год работал учителем физкультуры в школе № 439 Петродворцового района г. Ленинграда, где вёл секцию лёгкой атлетики. Был тренером-почасовиков в ДЮСШ СКА-5 и СДЮСШОР «Буревестник». С осени 1987 года вёл секцию лёгкой атлетики в спортзале школы № 361 Московского района г. Ленинграда.
В 1988 году организовал и принял участие в пешем переходе «Москва — Ленинград», который был приурочен к 100-летию отечественной лёгкой атлетике.
В 1991 и 1992 годах, директор первых в СССР соревнований в ходьбе на 100 км «Господин Санкт-Петербург» и эсходэн (эстафетную ходьбу) 35 км + 30 км + 20 км + 15 км проводимых на Дворцовой площади г. Ленинграда.
В 1991—2007 — тренер СДЮСШОР «Орлёнок».
В 2007—2010 — тренер СДЮСШОР Кировского района.
В 2010—2011 — тренер молодёжной сборной команды Китая.
В 2012—2019 — учитель физкультуры школы № 225 г. С.Петербурга.
Тренер СДЮСШОР «Академия лёгкой атлетики» до 2018 года.
В 2015—2017 г. — куратор и соавтор проекта «Сергей Лукьянов — пешком вокруг света».
С 2016 г. — организатор клуб ходьбы «WALKERU 24 SPb».
Член Комитета по ходьбе России. Официальный статистик федерации лёгкой атлетики России. Член Комитета статистики при ИИАФ.
Автор сайта «Петербургский Некрополь».

### Воспитанники
Подготовил 7 мастеров спорта международного класса:
- Шмалюк Евгений (1976 г.р.), 20 км и 50 км с\х. Многократный Чемпион России среди юниоров.
- Алексеева Елена (1977 г.р.), МСМК, 10 км с\х. Многократный призёр России по юниорам, член сборной команды России.
- Быченкова Светлана (1976 г.р.), МСМК, 20 км с\х.
- Петрова Ирина (1985 г.р.), 10 км с\х. Многократная Чемпионка России среди юниоров.
- Власова Татьяна (1986 г.р.), МСМК, 10 км с\х. Чемпионка СПб 2006 г.
- Сорокина Анна (1988 г.р.), МСМК, 20 км с\х. Чемпионка СПБ 2007—2008 гг.
- Коплиенко Наталья (1994 г.р.), МСМК, 10 000 с\х. Чемпионка СПБ 2012—2013 гг.

А так же 16 мастеров спорта, 20 кандидатов в мастера спорта.

## Награды и звания
- Заслуженный тренер России (2006).